# Deens referendum over het Verdrag van Maastricht
Het Deens referendum over het Verdrag van Maastricht, waarmee de Europese Unie zou worden opgericht, vond plaats op 2 juni 1992. Bij een opkomst van 83,1% stemde een minimale meerderheid van 50,7% tegen goedkeuring (ratificatie) van het verdrag. Dat betekende dat het verdrag niet in werking kon treden omdat daarvoor ratificatie van alle lidstaten van de Europese Economische Gemeenschap, de ondertekenaars van het verdrag, nodig was.
Naast Denemarken hielden ook Frankrijk en Ierland een referendum, de Fransen stemden met een nipte meerderheid vóór ratificatie.

## Gevolgen
De meeste Denen waren op zichzelf niet tegen verdergaande samenwerking in de nieuw op te richten Europese Unie maar wilden niet op alle beleidsterreinen die in het verdrag waren afgesproken, hun soevereiniteit overdragen. Als vervolg op de referendumuitslag kwamen de gezamenlijke Deense politieke partijen na uitgebreide beraadslagingen tot het zogenaamde Nationaal Compromis. Een stuk waarin de grootste knelpunten werden benoemd die er bij de bevolking leefden. Deze werden vervolgens meegedeeld aan de Europese Raad van regeringsleiders in het memorandum "Denemarken in Europa".
De twaalf regeringsleiders sloten in december 1992 in Edinburgh (Schotland) een overeenkomst over een aantal vraagpunten betreffende het ratificatieproces van het Verdrag van Maastricht. Er werd ook een oplossing gevonden voor de knelpunten die in Denemarken leefden. Denemarken kreeg het bijzondere recht, op de beleidsterreinen genoemd in het Deense Nationaal Compromis, niet verplicht te zijn de soevereiniteit over te dragen aan de op te richten Europese Unie, op voorwaarde dat Denemarken het verdrag zou ratificeren en er naar zou streven, op de betreffende beeidsterreinen tot nauwere samenwerking te komen. Het ging om de derde fase invoering Europese Monetaire Unie (EMU), het Gemeenschappelijk Veiligheids- en Verdedigingsbeleid (CSDP), de Raad Justitie en Binnenlandse Zaken (JHA) en het Burgerschap van de Europese Unie.
 

Naderhand bedongen ook Engeland en Ierland enkele uitzonderingsbepalingen, dergelijke uitzonderingsclausules kwamen bekend te staan onder de naam "opt-out".
Voor Denemarken voerden de overeengekomen uitzonderingsbepalingen er toe, dat de wetgevende macht op de betreffende beleidsterreinen bij het Deense parlement bleef, waar de andere verdragspartijen deze met de ratificatie van het verdrag hebben overgedragen. Met de overeengekomen voorbehouden was het voor Denemarken wel acceptabe,l het oprichtingsverdrag van de EU te ratificeren, aldus de uitkomst van een tweede referendum in 1993.

## Opt-in Gemeenschappelijk Veiligheids- en Verdedigingsbeleid
Na een instemmend referendum in 2022 werd besloten gebruik te maken van de opt-in voor samenwerking op het gebied van buitenlands beleid en defensie.